# 15304 Wikberg
15304 Wikberg (1992 UX4) là một tiểu hành tinh vành đai chính được phát hiện ngày 21 tháng 10 năm 1992 bởi C. S. Shoemaker và E. M. Shoemaker ở Đài thiên văn Palomar.